# Barbara Ciszewska-Andrzejewska
Barbara Ciszewska-Andrzejewska (nacida como Barbara Ciszewska, 5 de junio de 1974) es una deportista polaca que compitió en esgrima, especialista en la modalidad de espada.
Ganó tres medallas en el Campeonato Europeo de Esgrima, en los años 1998 y 2004.

## Palmarés internacional
| Campeonato Europeo | Campeonato Europeo     | Campeonato Europeo | Campeonato Europeo |
| Año                | Lugar                  | Medalla            | Prueba             |
| ------------------ | ---------------------- | ------------------ | ------------------ |
| 1998               | Plovdiv (Bulgaria)     | Medalla de plata   | Espada individual  |
| 1998               | Plovdiv (Bulgaria)     | Medalla de bronce  | Espada por equipos |
| 2004               | Copenhague (Dinamarca) | Medalla de bronce  | Espada por equipos |